# TDRS Music
La Travis Dickerson Recording Studios Music è un'etichetta discografica fondata dal musicista e produttore discografico Travis Dickerson ed è caratterizzata dalla peculiarità di spedire direttamente agli acquirenti gli album acquistati dal proprio negozio online.
Durante gli anni la TDRS ha pubblicato diversi album e collaborato con molteplici artisti quali Buckethead, Jethro Tull (Doane Perry) e Viggo Mortensen.

## Attività recenti
Nel 2007 la TDRS si è occupata principalmente della pubblicazione dei dischi del chitarrista statunitense Buckethead, il quale nel mese di febbraio 2007 ha pubblicato un cofanetto di 13 CD dal titolo In Search of The dipinto a mano dallo stesso artista. Il mese successivo ha visto la  pubblicazione della ristampa del demo Bucketheadland Blueprints. Nei mesi successivi sono stati pubblicati altri CD di Buckethead e rispettivamente Decoding the Tomb of Bansheebot, Cyborg Slunks (la copertina è stata disegnata da Buckethead stesso) e Kevin's Noodle House con il batterista Brain; Chicken Noodles II e un'edizione non personalizzata di Cyborg Slunks. Con lo pseudonimo di Death Cube K, Buckethead ha pubblicato gli album DCK e Monolith.
Nel 2008 la TDRS ha pubblicato due album dell'attore Viggo Mortensen intitolati At All e Time Waits for Everyone. Seguirono inoltre altri album di Buckethead tra cui si ricordano Albino Slug e The Dragon of the Eden
All'inizio del 2009 l'etichetta ha pubblicato l'album numero 25 di Buckethead, intitolato Slaughterhouse on the Prairie. Nello stesso anno sono stati pubblicati altri tre album ed in particolare A Real Diamond in the Rough, Forensic Follies e Needle in a Slunk Stack

## Artisti che hanno firmato con la TDRS Music
- All-4-One
- Phil Alvin
- Michael Blake
- D. J. Bonebrake
- Camille Bright-Smith
- Buckethead
- Cornbugs
- Vince DiCola
- Burton Dickerson
- Lindy Dickerson
- Everblue

- Lysa Flores
- Eliza Gilkyson
- Tony Gilkyson
- Jethro Tull
- Bill Laswell
- Viggo Mortensen
- The Plimsouls
- Linda Ronstadt
- Shin Terai
- Thanatopsis
- Thread

## Album pubblicati
- Buckethead
  - The Elephant Man's Alarm Clock
  - Island of Lost Minds
  - Inbred Mountain
  - Crime Slunk Scene
  - Pepper's Ghost
  - In Search of The
  - Cyborg Slunks
  - Decoding the Tomb of Bansheebot
  - Bucketheadland Blueprints - riedizione
  - Albino Slug
  - Slaughterhouse on the Prairie
  - A Real Diamond in the Rough
  - Forensic Follies
  - Needle in a Slunk Stack
  - Shadows Between the Sky
  - Spinal Clock
- Death Cube K
  - Tunnel
  - DCK
  - Monolith
- Buckethead & Brain
  - Kevin's Noodle House
- Buckethead & Travis Dickerson
  - Chicken Noodles
  - Chicken Noodles II
- Cobra Strike
  - 13th Scroll
  - Cobra Strike II

- Thanatopsis
  - Thanatopsis
  - Axiology 
  - Anatomize
- Shin Terai / Shine /Shine.E
  - Unison
  - Lightyears
- Deli Creeps
  - Dawn of the Deli Creeps
- Cornbugs
  - Brain Circus
  - Donkey Town
  - Rest Home for Robots
  - Skeleton Farm
- Vince DiCola
  - Artistic Transformations
  - Falling Off a Clef
  - Piano Solos
  - The Protoform Sessions
  - Thread
  - In-Vince-Ible
- DPI
  - Pity the Rich
  - Found Objects
- Viggo Mortensen
  - Pandemoniumfromamerica
  - This, That, and The Other
  - Please Tomorrow
  - Intelligence Failure
  - 3 Fools 4 April
  - Time Waits for Everyone
  - At All

- Everblue
  - Everblue
- Lysa Flores
  - The Making of Trophy Grrrl
- Tony Gilkyson
  - Goodbye Guitar
  - Sparko
- Lindy Dickerson
  - Carry Me Away
- Bill Laswell
  - Soup Live
- Gorgone
  - Gorgone
- Alex Lambert and Travis Dickerson
  - Running After Deer
- Buckethead, Brain and Travis Dickerson
  - The Dragons of Eden
- Frankenstein Brothers
  - Bolt on Neck
- D. J. Bonebrake
  - That Da Da Strain
- Camille Bright-Smith
  - The Great Divide